# Ломов, Николай Петрович
Николай Петрович Ломов (20 февраля 1925 — 1992, Москва) — советский деятель органов госбезопасности, генерал-лейтенант. Депутат Совета Национальностей Верховного Совета СССР 10—11 созыва (1979—1989) от Киргизской ССР.

## Биография
Родился 20 февраля 1925 года в с. Кирпичное Луганской области.
В годы Великой Отечественной войны воевал в партизанском отряде. С октября 1942 года курсант спецшколы в Саратове, с апреля 1943 года – школы особого назначения в Москве УШПД, стажировался в шифровальном отделе УШПД. В августе 1943 года заброшен в тыл противника в соединение польских партизанских отрядов. С сентября 1944 года – инспектор специального (шифровального) отдела ПКНО – Временного правительства Польши
С 1946 года на комсомольской работе. В 1950 году окончил Энгельсское педагогическое училище. В январе 1954 – октябре 1957 годов  – 1-й секретарь Саратовского обкома ВЛКСМ.  В 1957 году окончил Саратовскую ВПШ и направлен на партийную работу. С 1962 года  – 1-й секретарь Вольского райкома КПСС.
В органах госбезопасности с 1964 года. Занимал должности:
- Заместитель начальника УКГБ по Саратовской области (1964–1974);
- Начальник УКГБ по Оренбургской области (1974–январь 1978);
- Председатель КГБ Киргизской ССР (18 апреля 1978–12 декабря 1985);
- Заместитель Министра по производству минеральных удобрений СССР (1986-...)

Скончался в Москве в 1992 году. Похоронен на Кунцевском кладбище Москвы, участок 9б.